# Puig des Molí de Vent
El Puig des Molí de Vent és una elevació de 204 m. del terme municipal de Santa Maria del Camí situada en un turó allargassat que separa ses Fontanelles i Son Torrella de Son Credo, Cas Frares i s'Arboçar. Al seu cim hi ha sa Torre des Molí de Vent o molí de Son Torrella, antic molí fariner, ara en desús i reformat per convertir-lo en habitació. Des d'aquesta elevació es domina el camí de Coanegra, al lloc conegut com els Tres Camins i el Pla de na Reala, així com la síquia de Coanegra en el seu tram final.